# Ulrich von Löwendal

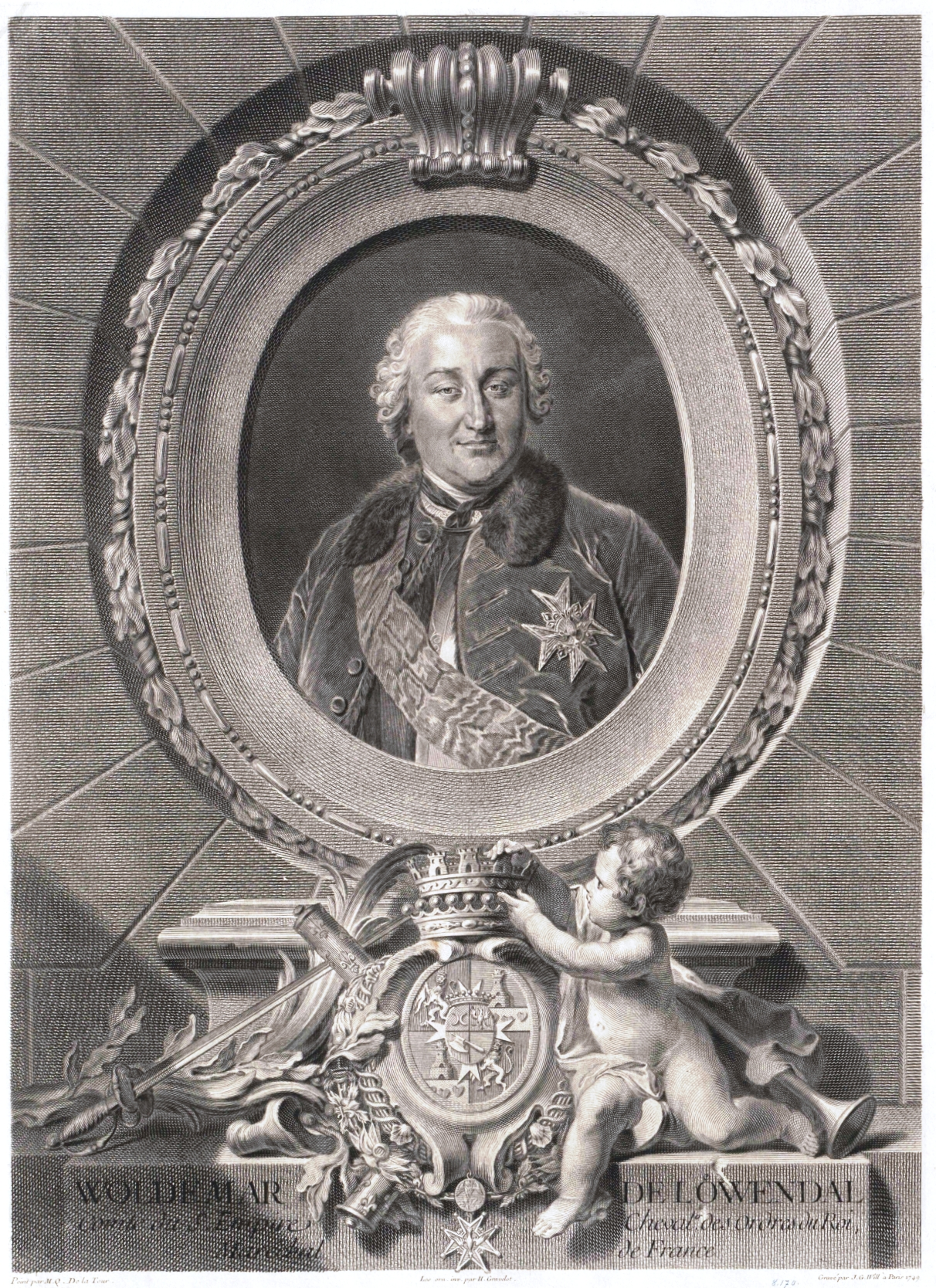
Ulrich von Löwendal

Ulrich Friedrich Woldemar Freiherr (seit 1741 Graf) von Löwendal (* 1. April 1700 in Hamburg; † 27. Mai 1755 in Paris) war ein deutscher Feldherr, der in nahezu ganz Europa tätig war und schließlich Marschall von Frankreich wurde.

## Leben

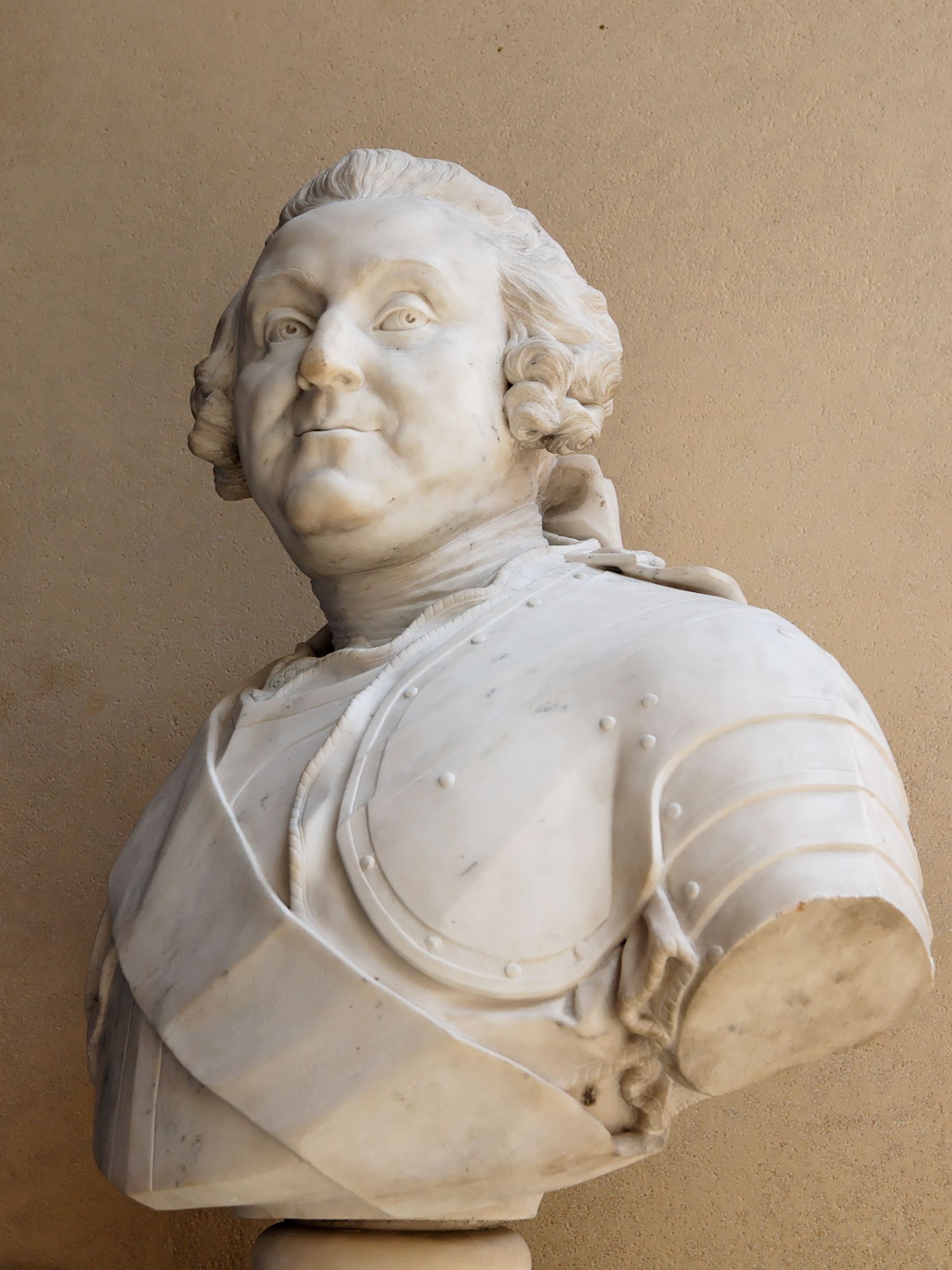
Löwendals Büste von Jean-Baptiste Lemoyne, Louvre

Löwendal wurde 1700 in Hamburg als Sohn des dänisch-norwegischen Adligen Woldemar Freiherr von Löwendal geboren. Seine Mutter war Dorothea von Brockdorff (1672–1706), eine Cousine der Gräfin Anna Constantia von Cosel. Er diente bereits 1713 im Heer Kaiser Karls VI., kämpfte in Polen und wurde 1714 Kapitän. Als Freiwilliger trat er später in dänische Dienste, kehrte 1716 aber wieder in kaiserliche zurück. In der Schlacht von Peterwardein und bei den Belagerungen von Temesvár und Belgrad konnte er sich auszeichnen.
Später ging Löwendal in die Dienste des Königs August von Polen, der ihn zum Feldmarschall und Generalinspektor der sächsischen Infanterie ernannte. 1733 zeichnete er sich durch die Organisation der Verteidigung von Krakau gegen die aufständischen Polen aus. 1734 und 1735 befehligte er die sächsischen Truppen am Rhein.
Nachdem Löwendal in den Dienst der russischen Armee getreten war, schlug er 1739 die Türken bei Chotyn, kämpfte dann 1741 bis 1743 in Finnland gegen die Schweden. Von 1740 bis 1743 war er Generalgouverneur von Estland. 1741 wurde er von König August III. von Polen als damaligem Reichsvikar in den Reichsgrafenstand erhoben.
Danach wechselte er in die Armee von König Ludwig XV. Er wurde 1743 zum Lieutenant général ernannt und zeichnete sich 1744 bei der Belagerung von Menen, Ypern und Freiburg im Breisgau aus. 1745 befehligte er das Reservekorps in der Schlacht bei Fontenoi, eroberte anschließend Gent, Oudenaarde, Ostende und Nieuport und nahm im Jahr darauf die Festungen Sluis, Sas van Gent und verschiedene andere im Zeeuws-Vlaanderen. Die für uneinnehmbar gehaltene Festung Bergen op Zoom eroberte er am 6. September 1747 im Sturmangriff, wobei es zu einer zweitägigen Orgie der Gewalt und zu unglaublichen Plünderungen kam. Der Marschall Moritz von Sachsen machte zwar Löwendal dafür verantwortlich, schrieb jedoch an den König:

“Sire,
il n’est pas de moyen terme, vous devez le pendre, ou le faire Maréchal de France.”

„Sire,
es gibt keinen Mittelweg, entweder Sie lassen ihn hängen, oder Sie machen ihn zum Marschall von Frankreich.“

Er wurde dann zum Maréchal de France befördert. Schließlich nahm er an der Belagerung von Maastricht teil, das am 7. Mai 1748 übergeben wurde.
Nicht zuletzt von den Kriegsgewinnen leistete sich Löwendahl 1748 das Schloss La Ferté-Saint-Aubin in der Nachbarschaft zu Chambord.
Ulrich Graf von Löwendal starb am 27. Mai 1755 in Paris.
- 1743 wurde das Infanterieregiment „de Lowendahl“ aufgestellt, das 1760 in das Infanterieregiment „d’Anhalt“ eingegliedert wurde.

### Familie
Er war zweimal verheiratet. Seine erste Frau Theodora Eugenia von Schmettau (* 6. Dezember 1705; † 5. Oktober 1768) heiratete er am 23. Januar 1722. Sie war die Tochter des sächsischen Generals Gottlieb von Schmettau und dessen Ehefrau Anna Christine von Schmettau. Er hatte mit seiner Frau vier Kinder, bevor sich das Paar 1736 scheiden ließ.
- Woldemar Heinrich (* Juni 1723; † 18. März 1724)
- Frederik Woldemar, (* 7. August 1724; † 22. Februar 1740)
- Benedikta, (* 15. Dezember 1725; † 21. November 1753) ⚭ 25. Mai 1747 Johann Rudolf von Kiesewetter gen. von Wolfersdorf (September 1721; † 10. Juli 1751)
- Dorothea Frederike (* Juni 1727; † 15. Juli 1750)

Er heiratete am 13. November 1736 die Gräfin Barbe Madeleine Szembek (* 1709; † 18. Mai 1762), Tochter von Franciszek Szembek (1667–1712), Starost von Biecz und Magdalena Tarlówna. Das Paar hatte folgende Kinder:
- Franz Xaver Joseph, ab dem 4. August 1786 Graf von Danneskiold-Lovendal in Dänemark (* 28. Dezember 1742; † 20. September 1808) ⚭ 3. Februar 1772 Charlotte de Bourbon-Charolais, Demoiselle de Bourbon (* 1. August 1754; † 12. September 1839)
- Elisabeth Marie Constance, (* 8. Februar 1740; † 13. Oktober 1785) ⚭ 21. März 1759 Lancelot Turpin de Crissé, Graf von Crissé und Sanzay († 9. August 1793)
- Benedikta Sophia Antoinette, (* Januar 1741; † vor 1778) ⚭ 29. September 1757 Graf Alexander Ossolinski († nach 1789)
- Marie Louise, (* April 1746; † 14. Oktober 1835) ⚭ 25. Januar 1766 Graf Louis Antoine Léon de Brancas (* 15. August 1735; † März 1821), Oberst (Haus Brancas)